# Campeonato Europeu de Atletismo em Pista Coberta de 2017 - Revezamento 4x400 m masculino
A prova dos 4 x 400 metros masculino do Campeonato Europeu de Atletismo em Pista Coberta de 2017 foi disputada no dia 5 de março de 2017 na Arena Kombank em Belgrado,  na Sérvia. 

## Recordes
Antes desta competição, os recordes mundiais e do campeonato nesta prova eram os seguintes:
|                       | Nacionalidade  | Tempo     | Local | Data               |
| --------------------- | -------------- | --------- | ----- | ------------------ |
| Recorde mundial       | Estados Unidos | 3m 02s 13 | Sopot | 9 de março de 2014 |
| Recorde do campeonato | Bélgica        | 3m 02s 87 | Praga | 8 de março de 2015 |
| Recorde europeu       | Bélgica        | 3m 02s 87 | Praga | 8 de março de 2015 |

## Medalhistas
| Ouro                                                                               | Prata                                                                      | Bronze                                                         |
| Polónia · Kacper Kozłowski · Łukasz Krawczuk · Przemysław Waściński · Rafał Omelko | Bélgica · Robin Vanderbemden · Julien Watrin · Kevin Borlée · Dylan Borlée | Chéquia · Patrik Šorm · Jan Tesař · Jan Kubista · Pavel Maslák |

## Cronograma
Todos os horários são locais (UTC+2).
| Data       | Hora  | Evento |
| ---------- | ----- | ------ |
| 5 de março | 19:23 | Final  |

## Resultado
A final foi realizada às 19:23 no dia 5 de março de 2017. 
| Posição           | Nacionalidade | Atleta                                                             | Tempo   | Notas |
| ----------------- | ------------- | ------------------------------------------------------------------ | ------- | ----- |
| Medalha de ouro   | Polónia       | Kacper Kozłowski Łukasz Krawczuk Przemysław Waściński Rafał Omelko | 3:06.99 |       |
| Medalha de prata  | Bélgica       | Robin Vanderbemden Julien Watrin Kevin Borlée Dylan Borlée         | 3:07.80 |       |
| Medalha de bronze | Chéquia       | Patrik Šorm Jan Tesař Jan Kubista Pavel Maslák                     | 3:08.60 |       |
| 4                 | França        | Thomas Jordier Nicolas Courbiere Hazir Inoussa Yoann Décimus       | 3:08.99 |       |
| 5                 | Ucrânia       | Danylo Danylenko Yevhen Hutsol Oleksiy Pozdnyakov Vitaliy Butrym   | 3:09.64 |       |
| 6                 | Turquia       | Batuhan Altıntaş Mahsum Korkmaz Akin Ozyurek Mehmet Guzel          | 3:15.97 |       |

Legenda
| Recorde mundial       | Recorde mundial (World record)               |                       | Recorde africano                      | Recorde africano (African) |                                           | Q | Classificado por posição (Qualified) |
| Recorde do campeonato | Recorde do campeonato (Championship record)  | Recorde da América    | Recorde da América (Americas)         | q                          | Classificado por melhor tempo (Qualified) |   |                                      |
| Melhor marca do ano   | Melhor marca do ano (World leading)          | Recorde asiático      | Recorde asiático (Asian)              | DNS                        | Não largou (Did not start)                |   |                                      |
| Recorde nacional      | Recorde nacional (National record)           | Recorde europeu       | Recorde europeu (European)            | DNF                        | Não terminou (Did not finish)             |   |                                      |
| Recorde pessoal       | Recorde pessoal do atleta (Personal best)    | Recorde da Oceania    | Recorde da Oceania (Oceania)          | DSQ / DQ                   | Desclassificado (Disqualified)            |   |                                      |
| Recorde da temporada  | Recorde da temporada do atleta (Season best) | Recorde sul-americano | Recorde sul-americano (South America) | NM                         | Sem marca (No mark)                       |   |                                      |